# Postavy z Black Ops
Zde jsou uvedeny postavy z Call of Duty: World at War, Call of Duty: Black Ops a Call of Duty: Black Ops II.

## Bojující

### Spojenci
- Op40
- SOG
- USMC
- CIA
- MI6
- USAF
- USSS
- Jednotka pro zvláštní operace
- SEAL

### Nepřátelé
- Sovětská armáda
- CIA
- MI6
- Cordis Die
- Wehrmacht
- Císařská armáda

## Hlavní postavy

### Protagonisté

#### Viktor Reznov
- Vlk, člen jednotky 45, člen 62. střelecké divize Rudé armády
- hraje: Gary Oldman

#### Jason Hudson
- vyšetřovatel CIA
- hraje: Ed Harris, Michael Keaton
- smrt: 20.12.1989 - zabit Raulem Menedezem

#### Alex Mason
- kapitán, člen Op40
- hraje: Sam Worthington
- smrt: 20.12.1989 - zabit Frankem Woodsem (určeno hráčem)

#### Frank Woods
- četař, kapitán Op40
- hraje: James C. Burns
- smrt: 2025 nebo dále žije (určeno hráčem)

#### Dimitrij Petrenko
- člen 62. střelecké divize Rudé armády
- hraje: Boris Kievsky
- smrt: 19.10.1945 - smrt v plynové komoře

#### David Mason
- nadporučík, člen SEAL a Jednotky pro zvláštní operace
- hraje: Rich McDonald
- smrt: živý

#### Grigorij Weaver
- člen Op40, vyšetřovatel CIA
- hraje: Gene Farber
- smrt: živý

#### Miller
- mariňák
- hraje: -
- smrt: Zabit japonským vojakem ve II světove valce granatem (určeno hráčem)'

#### Chloe Lynch
- agentka
- hraje: Erin Cahill
- smrt: zabita Salazarem, DeFalcem, nebo přežila (určeno hráčem)

## Vedlejší postavy

### Spojenci
- Joseph Bowman - člen Op40, zabit Vietkongskými vojáky
- Tom Sullivan - člen jednotky USMC
- Roebuck - člen jednotky USMC
- Polonsky - člen jednotky USMC
- Chernov - ruský vlajkonoš, hrdina

### Nepřátelé
- Lev Kravchenko - Dragovičův pomocník
- Fidel Castro - Kubánský diktátor

### Neutrální
- Daniel Clarke - britský vědec, jeden z vedoucích projektu Nova6, vyslýchán Hudsonem a zastřelen čínským odstřelovačem.